# Pont-d'Héry
Pont-d'Héry är en kommun i departementet Jura i regionen Bourgogne-Franche-Comté i östra Frankrike. Kommunen ligger i kantonen Salins-les-Bains som tillhör arrondissementet Lons-le-Saunier. År 2022 hade Pont-d'Héry 243 invånare.

## Befolkningsutveckling
Antalet invånare i kommunen Pont-d'Héry
Referens:INSEE